# Johnny Tame

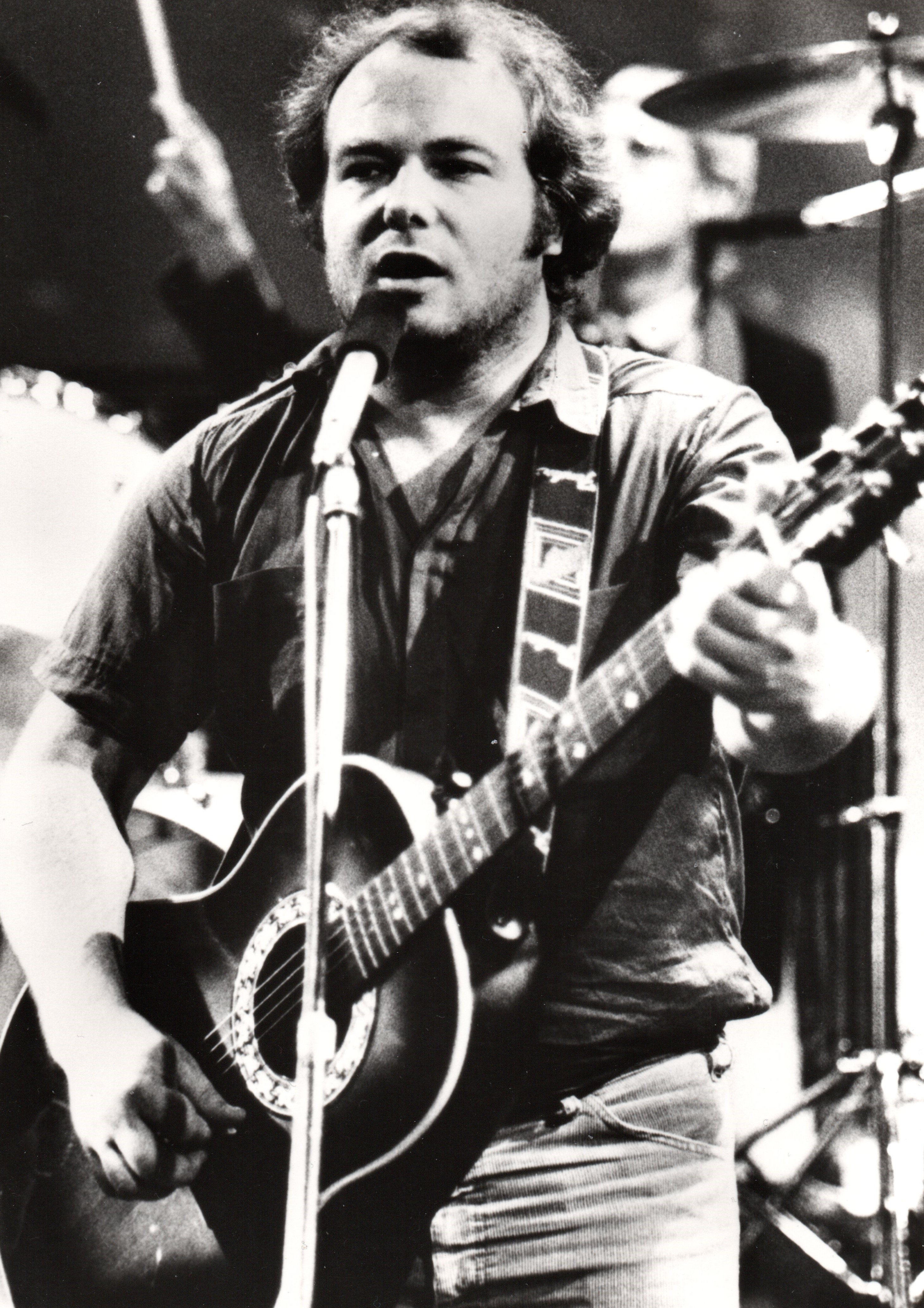
Johnny Tame

Johnny Tame (* 3. März 1947 in Friedberg/Hessen als Uwe Reuß; † 19. März 2022 in Hamburg),  war ein deutscher Sänger, Gitarrist und Songwriter. Er begann seine musikalische Laufbahn in den frühen 1960er Jahren und konnte sowohl als Solist als auch als Mitglied verschiedener Bands nationale und internationale Erfolge verzeichnen. Insbesondere seine langjährige Zusammenarbeit mit Peter Maffay brachte ihm einen größeren Bekanntheitsgrad, den er für ein intensives soziales und humanitäres Engagement nutzte. Ende der 1980er Jahre zog er sich gesundheitsbedingt aus dem Musikgeschäft zurück.
Tame war in 2. Ehe verheiratet und lebte bis zu seinem Tod in Hamburg.

## Musikalischer Werdegang
Tame begann seine musikalische Karriere in den frühen 1960er Jahren noch unter seinem richtigen Namen, Uwe Reuß, und wurde als Bassist, Gitarrist und Sänger verschiedener deutscher Bands wie den Rascals (nicht zu verwechseln mit der US-amerikanischen Pop-Band The Rascals), den Gigolos und den Delegates tätig. 1964 wurde er Profimusiker und spielte in zahlreichen Galas und TV-Shows, auch im deutschsprachigen Ausland. 1967 legte er sich seinen Künstlernamen zu, unter dem ihm mit seiner ersten Eigenkomposition "Sand in my Shoes" sein bis heute größter internationaler Erfolg gelang. Er spielte auf zahlreichen Festivals und vertrat 1968 Deutschland beim internationalen Song-Festival OSCAR auf Malta, bei dem er Platz drei belegte. Im gleichen Jahr sang er unter dem Pseudonym Sherman Space zwei Titel eines Perry-Rhodan-Films.
Zu Beginn der 1970er Jahre mehrten sich die internationalen Konzert-, TV- und Radio-Engagements, unter anderem in den USA, Portugal, Belgien und Skandinavien. Tame gründete 1972 die Johnny Tame's Time Machine und war als Bassist und Sänger der Bourbon Family tätig. Zudem spielte er bis 1976 als Bassist und Sänger bei der Orpheus Band von Costa Cordalis.

### Tame & Maffay
1976 begann seine erfolgreiche Zusammenarbeit mit Peter Maffay, innerhalb derer unter dem Namen Tame & Maffay zwei Country-Rock-Alben produziert wurden. Daraus ergab sich eine bis 1986 andauernde Kooperation, bei der Johnny Tame mehr oder weniger regelmäßig musikalischer Bestandteil und Special Guest bei Konzerten und Produktionen von Peter Maffay war. Damit stellte sich nun auch der materielle Erfolg ein. Man veröffentlichte Anfang der 1980er Jahre zwei Solo-LPs mit entsprechenden Single-Auskopplungen. Tame zeigte allerdings nur sehr wenig Interesse an einer Kontrolle über seine Einnahmen und Erträge. Er ließ seine Belange von Finanz- und Steuerberatern erledigen, was für ihn letztlich in einem finanziellen und wirtschaftlichen Fiasko mündete.
Während der gemeinsamen Zeit mit Maffay kam es immer wieder zu Problemen bei der Live- und Studioarbeit. Am Ende der Carambolage-Tournee 1984 stand das endgültige Aus zwischen Peter Maffay und Johnny Tame, das auch das Resultat von Alkohol- und Haschischkonsum, sowie Tames schlechtem Gesundheitszustand war, dessen wirkliche Ursachen damals jedoch auch von ärztlicher Seite lange unerkannt blieben. Heute ist bekannt, dass Johnny Tame an einem Chronischen Fatigue-Syndrom litt. Nach einer letzten Plattenproduktion 1986 zog er sich vollkommen auf seinen damaligen Wohnsitz Borkum zurück, den er nur noch selten für einige Engagements verließ. Seine bis dato letzten öffentlichen Auftritte fanden 1989 statt. Er war Stargast beim "Tag der Niedersachsen", wo er eine Auszeichnung als "Künstler des Jahres" entgegennahm. Er nahm teil am Stadtfest in Northeim und an der Breminale.

## Soziales Engagement
Tame nutzte schon sehr früh seine Popularität, um sich für soziale und humanitäre Projekte, sowie für Umweltschutzorganisationen einzusetzen. Dabei stand immer sein bedingungsloses Engagement für die Sache im Vordergrund, nicht der mögliche Nutzen für seine Karriere. Luftverschmutzung, Waldsterben oder die Nutzung der Kernenergie thematisierte Tame teils radikal, lange bevor man in Deutschland und anderswo begann, sich kritisch damit auseinanderzusetzen. Zu Beginn der 1980er Jahre spielte er unter anderem mit Joan Baez auf Konzerten für Amnesty International und Humanitas, trat auf beim Konzert für Afghanistan in Hamburg und engagierte sich immer wieder bei Auftritten für Künstler für den Frieden, AGA Aktionsgemeinschaft Artenschutz oder Greenpeace. Zudem unterstützte er die Nicaragua-Stiftung von Dietmar Schönherr.

## Diskografie
Zwischen 1965 und 1986 wurden eine ganze Reihe von Tonträgern von und mit Tame veröffentlicht. Aufgenommen wurden sowohl englisch- als auch deutschsprachige Titel. Für seine Soloproduktionen versicherte sich Tame in der Regel der musikalischen Unterstützung von Bandmitgliedern der Peter-Maffay-Band, wie bspw. Bertram Engel. Die bislang letzte Veröffentlichung stammt aus dem Jahr 1998, ein Best-Of-Album, das sein Freund und langjähriger musikalischer Weggefährte Frank Diez produzierte.
Singles
- 1965

The Delegates – Monkey Monkey / She’s the one
- 1966

Gary and the Gamblers – Schöne Träume / Man redet soviel
The Delegates – Walking in my sleep all night / Nitewalk
- 1967

Johnny Tame – Sand in my shoes / Steak and cake
Johnny Tame – A lonely stretch of nothing / Yesterday is a thousand tears away
- 1968

Johnny Tame – Agatha Twichit / Ich geh’ meinen Weg
Johnny Tame – Der einsame Mr. Brown / Unter jedem Himmel
Johnny Tame – Honey Honey / Please let them be
als "Sherman Space" – Count Down / Omicron 3
- 1969

Johnny Tame – Walter / Please let them be
Johnny Tame – Schachmatt / Walking in my sleep allnight
Archaeopterix – Barbarella / Samstag abend, Sonntag morgen
Archaeopterix – Barbarella / No more living without loving
- 1970

Johnny Tame – You’ve guessed / Walking in my sleep allnight
Johnny Tame – Sunny Honey Girl / Guitarman
J & M – Ich sing’ für Dich / Alle reden von Liebe
- 1971

Bourbon Family – Allright okay / Oochee Boochee
- 1972

Bourbon Family – Shambala / I’ve got a tiger by the tail
- 1977

Tame & Maffay – Making it better / I can be so far away
- 1979

Tame & Maffay 2 – Victory / Stop feeling blue
- 1980

Johnny Tame – Louisiana / I’m not gonna waste my time
Johnny Tame – I’m stranded / Here in this land
- 1981

Johnny Tame – Time for peace / Rescue
EPs
- 1982

Tame & Maffay – You won’t be hurt again
LPs
- 1977

Tame & Maffay – Tame & Maffay I
- 1979

Tame & Maffay – Tame & Maffay II
- 1980

Johnny Tame – Indistinct horizon
- 1981

Johnny Tame – Untamed
CDs
- 1998

Johnny Tame – Johnny Tame (Best of)
Kollaboration
- 1976

Peter Maffay – Es war Sommer (Ich such’ meinen Stern)
- 1977

Peter Maffay – Dein Gesicht
- 1978

Peter Maffay – Live
- 1979

Peter Maffay – Steppenwolf
- 1980

Peter Maffay – Revanche
Volker Lechtenbrink – Dame & Clown (Jet Set, Meine kleine Schwester)
- 1982

Peter Maffay – Live 82
Peter Maffay – Ich will leben
- 1986

Double V Connection – UnderTaKing

## Auszeichnungen
- 1980 Künstler des Jahres – Pop National der Deutschen Phonoakademie
- 1980 Deutscher Schallplattenpreis der Deutschen Phonoakademie für das Album "Tame & Maffay II"